# Hacking

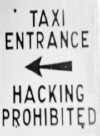
Segnale stradale a New York, c. 1965

L'hacking, che non va confuso con il cracking, è l'insieme dei metodi, delle tecniche e delle operazioni volte a conoscere, accedere e modificare un sistema informatico hardware o software.
Il termine, tuttavia, avendo accompagnato lo sviluppo delle tecnologie di elaborazione e comunicazione dell'informazione, ha assunto diverse sfumature a seconda del periodo storico e dell'ambito di applicazione. Sebbene venga usato principalmente in relazione all'informatica, l'hacking si riferisce più genericamente a ogni situazione in cui è necessario far uso di creatività e immaginazione nella soluzione di un problema.

## Storia

Il glider, "simbolo degli hacker"

Il termine "hacking" ha radici nel verbo inglese "to hack", che significa "intaccare". Questa parola è stata adottata per descrivere un insieme di pratiche tecnologiche che coinvolgono la manipolazione e la comprensione approfondita dei sistemi informatici. L'individuo che si dedica a queste pratiche è noto come hacker. Originariamente l'hacking aveva una connotazione positiva, indicando un approccio creativo e ingegnoso alla risoluzione dei problemi.
La cultura dell'hacking ha avuto origine presso il Massachusetts Institute of Technology (MIT) negli anni '60. Gli studenti del MIT iniziarono a condividere conoscenze e a migliorare i sistemi informatici, creando una cultura di collaborazione tecnica. Questo spirito di condivisione ha dato origine a un approccio etico conosciuto come "hacker ethic", sottolineando l'importanza della condivisione delle conoscenze e dell'ingegnosità.
Nel corso degli anni '80 la cultura hacker abbracciò l'ideale dell'open source e del software libero. Gli hacker iniziarono a sviluppare software che poteva essere condiviso e modificato liberamente, portando alla creazione di progetti di successo come GNU e Linux.
Tuttavia, nel tempo, il termine "hacking" assunse una connotazione più negativa a causa delle attività illegali e dannose associate ad alcuni individui. L'immagine dell'hacker divenne spesso associata al furto di dati, al danneggiamento dei sistemi e alla violazione della sicurezza informatica.
È importante distinguere tra due categorie principali di hacking: il white hat hacking, che è condotto in modo etico da esperti in sicurezza informatica al fine di identificare e correggere vulnerabilità, e il black hat hacking, che comporta attività illegali come l'accesso non autorizzato ai sistemi o il furto di informazioni.
Le giurisdizioni di tutto il mondo hanno introdotto leggi e regolamentazioni specifiche per affrontare le attività illegali legate all'hacking.

## Tipologie
Di seguito sono elencate alcune attività tipiche dell'hacking, suddivise per tipologia e obiettivi. Alcune delle attività, se eseguite su sistemi proprietari o su cui non si è autorizzati a operare, possono comportare compromissioni, perdita di garanzia o violazione della legge (reati informatici).
Incremento di prestazioni (hardware): I circuiti fisici di un computer funzionano secondo le leggi dell'elettronica: è possibile alterarne il funzionamento al fine di ottenere un incremento delle prestazioni. Nella pratica vengono apportati miglioramenti che, non essendo stati ancora sperimentati dal produttore, non possono essere inclusi nel prodotto al momento della vendita. Esempio di queste tecniche è il forzare un masterizzatori di CD a lavorare al doppio della velocità, rimuovendo un resistore. Altri esempi riguardano alcune schede madri di personal computer sulle quali, tramite la modifica di connettori detti jumper, è possibile alterare i parametri di frequenza del processore installato, facendo sì che questo lavori a maggiori prestazioni. Quest'ultima pratica è chiamata overclocking (i jumper sono stati sostituiti, nelle moderne schede madri, da apposite funzioni software del BIOS anch'esse talora alterabili). L'incremento di prestazioni può tuttavia comportare un surriscaldamento eccessivo delle componenti.
Rimozione di limitazioni al funzionamento: I produttori di componenti elettronici (hardware) o di applicazioni (software) possono aggiungere ai loro prodotti funzioni, non necessariamente documentate in fase di vendita, che limitano l'utilizzo dei prodotti stessi in specifiche situazioni: ad esempio, possono essere inseriti meccanismi atti a impedire l'aggiunta al sistema di componenti non certificati, oppure atti a controllare l'originalità dei programmi utilizzati. L'elusione di tali limitazioni rientra nelle attività di hacking: in taluni casi l'azione è legale (nel caso, ad esempio, in cui si richiedano permessi di amministrazione per accedere a tutte le funzionalità del sistema operativo mobile Android), in altri casi è svolta in maniera illecita per aggirare l'acquisto delle licenze (pirateria informatica).
Alterazione della struttura di un programma: Un sistema operativo o, in generale, un qualsiasi software, si basa su una strutturata sequenza di operazioni da far compiere all'elaboratore elettronico su cui viene installato; nel caso dei programmi open source questa sequenza di operazioni è volutamente resa nota e in vari casi è anche alterabile liberamente, ma nel software cosiddetto protetto o proprietario non viene autorizzata nessuna possibilità di intervento, nemmeno al fine di correggere malfunzionamenti. Nella pratica è però possibile modificare il software portandolo ad eseguire le operazioni in una sequenza diversa da quella scelta dal produttore fino ad ottenere il "salto" (cioè la mancata esecuzione) di alcune operazioni; programmi specificatamente realizzati per alterare la struttura di un software provocando il salto delle operazioni che dovrebbero verificare l'originalità della licenza di un'applicazione vengono ad esempio chiamati crack. Questa pratica può violare la licenza di utilizzo di un software rendendone illegale l'utilizzo, anche se legalmente acquistato.
Aggiunta di funzioni ad un programma: Come ad un software possono essere tolte delle funzioni, così possono esserne aggiunte di nuove; anche in questo caso sul software protetto o proprietario tale operazione non è consentita, ma tecnicamente questa operazione è in genere possibile. Questa pratica può violare la licenza di utilizzo di un software rendendone illegale l'utilizzo, anche se legalmente acquistato.

### Rete di comunicazione pubblica

#### Utilizzo non autorizzato
Ogni rete di telecomunicazioni prevede norme che ne regolano l'utilizzo da parte di ciascun utente, ad esempio una rete telefonica è solitamente riservata a coloro che pagando un canone e/o una tariffa a consumo a un gestore della rete ne ottengono i mezzi fisici e/o l'autorizzazione all'utilizzo; è tuttavia possibile, con l'accesso a un punto della rete e/o per mezzo dell'utilizzo di particolari apparecchi, accedere alla rete e utilizzarla senza esserne accreditati.
Uno dei casi più celebri fu quello del poter fare telefonate intercontinentali gratuite utilizzando da un qualsiasi punto della rete telefonica una blue box, un apparecchio che, simulando i "toni" di servizio tra operatori di diversi paesi, consentiva l'apertura di canali non previsti e quindi non soggetti a tariffazione; questa pratica rientra in quelle di hacking sulle reti telefoniche conosciuta con il nome di phreaking.

### Rete di comunicazione privata

#### Utilizzo non autorizzato
Come il caso precedente, ma con un bersaglio attaccato decisamente più ristretto, è l'utilizzo non autorizzato di una rete di computer a diffusione locale (LAN); questa pratica è facilitata dalla diffusione delle reti wireless, che consentono cioè la connessione alla rete per mezzo di antenne e onde elettromagnetiche. Generalmente, connettendosi a una rete wireless si ottiene la possibilità di accedere gratuitamente a Internet sfruttando la connessione del proprietario della rete, ma in alcuni casi si può ottenere anche l'accesso a dati riservati. Chi rileva luoghi in cui sia possibile l'accesso senza fili a reti locali, anche di tipo "domestico", pratica il wardriving, di solito monitorando un determinato territorio ed indicando la presenza di reti non protette tramite warchalking. Questa pratica può violare le vigenti leggi che regolamentano le telecomunicazioni e la privacy.

#### Accesso non autorizzato
Questo è il caso che viene maggiormente indicato in riferimento al termine hacking. Se una rete di computer è accessibile dall'esterno, è possibile tentare di utilizzarla fingendosi un utente autorizzato a farlo; nella pratica, si possono sfruttare delle falle di sicurezza dei metodi di controllo degli accessi alla rete oppure, se consentito, si può entrare come un utente visitatore, con un numero limitato di possibilità, per poi modificare i propri privilegi in quelli praticamente illimitati di amministratore. Spesso, per via degli ottimi risultati raggiungibili, si può ricorrere anche al social engineering, tecnica che sfrutta uno dei punti vulnerabili della sicurezza di ogni sistema informatico: l'utente. Un programma o "tool" molto utilizzato per questo fine è il Social Engineering Toolkit (SEToolkit). Questa pratica può violare le leggi vigenti.

### Web server

#### Pubblicazione di contenuti non autorizzati
Questo è un altro caso che ha contribuito a rendere celebre l'hacking, anche ai non esperti di informatica; come nel caso precedente, è possibile tentare di utilizzare una macchina fingendosi un utente autorizzato a farlo: ma attaccando questa volta un web server (un elaboratore in grado di fornire contenuti accessibili sul Web) si possono alterare i contenuti memorizzati su di esso, tipicamente aggiungendo una semplice scritta del tipo " … è stato qui" o aggiungendo immagini o testi scarsamente educativi che poi vengono mostrati a chiunque tenti di accedere al sito ospitato su tale server. Tale pratica è comunemente chiamata defacing. Questa pratica può violare le leggi che regolamentano le telecomunicazioni e la privacy.

## Aspetti politici dell'hacking
In ambito internazionale, è in atto una discussione sugli aspetti politici e sociali della cosiddetta etica-hacker, in particolare sulla possibilità che essa esprima istanze di empowerment dal basso. Alcuni studiosi, infatti, ritengono che alcune pratiche hacker distribuiscano e democratizzino funzioni e poteri di controllo e di produzione “biopolitica” e che siano, quindi, potenzialmente capaci di produrre innovazione politica e istituzionale.
A dispetto di un contesto sociopolitico dominato da imprese e corporazioni oligopolistiche, le pratiche hackers quali piattaforme indipendenti, progetti open-source di cittadinanza “scientifica” e le nuove esperienze dei makers o del bio-hacking sembrano quasi preludere ad un nuovo “fai-da-te” biopolitico.